# Астрид Шведская
Астрид София Ловиса Тира Шведская (швед. Astrid av Sverige; 17 ноября 1905, Стокгольм — 29 августа 1935, Кюснахт-ам-Риги) — королева Бельгии, первая супруга короля Леопольда III, урождённая принцесса Шведская.

## Биография
Принцесса Астрид София Ловиза Тюра родилась в семье принца Карла Шведского, герцога Вестготландского (1861—1951) и принцессы Ингеборги (1878—1958). По отцу — внучка короля Швеции Оскара II и Софии Нассауской, по матери — короля Дании Фредерика VIII и Луизы Шведской.
Принцесса Астрид росла вместе с двумя старшими сёстрами Маргаритой (1899—1977), в будущем принцессой Датской, Мартой (1901—1954), в будущем кронпринцессой Норвегии, и младшим братом Карлом Густавом (1911—2003). Получила домашнее образование.

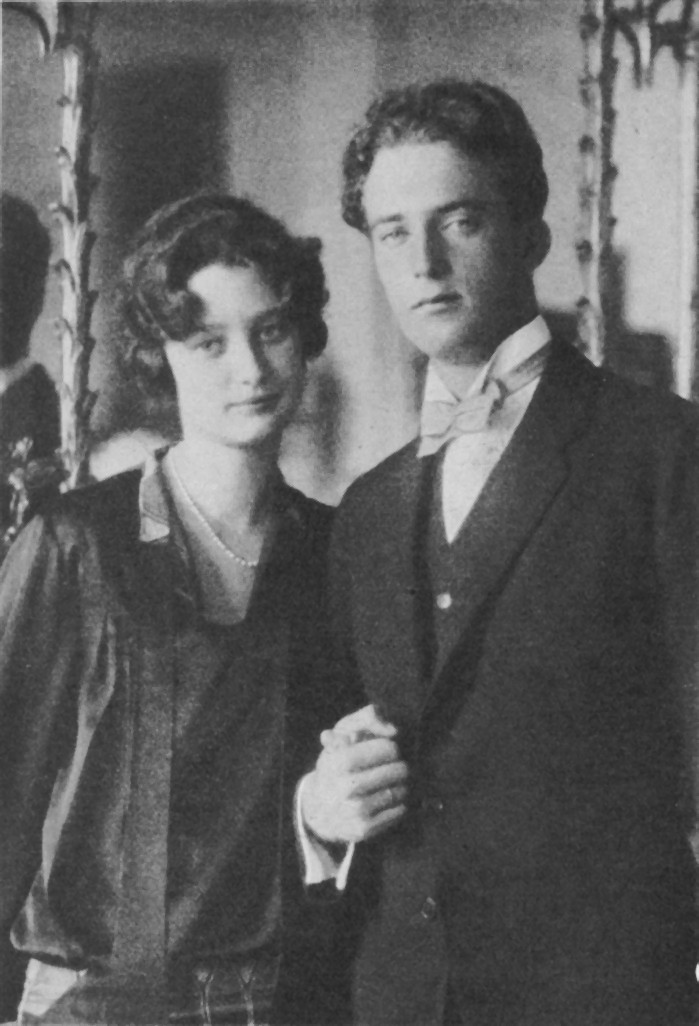
Обручение Леопольда и Астрид

На одном из балов принцесса Астрид познакомилась с наследным бельгийским принцем Леопольдом, герцогом Брабантским. Спустя некоторое время в марте 1926 года он вместе со своей матерью королевой Елизаветой прибыл инкогнито в Стокгольм. Молодые люди проводили много времени вместе, чтобы узнать друг друга. Вскоре королевский дом Бельгии объявил о помолвке, причём королева Елизавета сообщила, что «это брак по любви. Ничего не было организовано. Леопольд и Астрид решили объединить свои жизни без какого-либо давления или государственных соображений».
Гражданская церемония прошла 4 ноября 1926 года в Стокгольме, а религиозная — 10 ноября 1926 года в Брюсселе. Астрид, исповедовавшая лютеранство, перешла в католичество. В Бельгии принцессу полюбили. В народе её называли «Снежная принцесса».
После трагической гибели 17 февраля 1934 года её свёкра короля Альберта I титул унаследовал её муж, ставший королём Леопольдом III. Принцесса Астрид стала королевой бельгийцев. Она занималась благотворительностью. Во время экономического кризиса в Бельгии организовала сбор одежды и продовольствия для бедняков. Королева Астрид старалась проводить много времени со своими детьми, в нарушение этикета гуляла с ними по бульвару без надлежащей охраны.
В августе 1935 года королевская чета вместе со старшими детьми отдыхала в Швейцарии. После того, как дети вернулись в Брюссель, 29 августа король и королева отправились на последнюю экскурсию, за рулём находился сам Леопольд. На мокрой от дождя дороге близ Кюснахт-ам-Риги на берегу Фирвальдштетского озера автомобиль занесло, и он врезался в дерево.

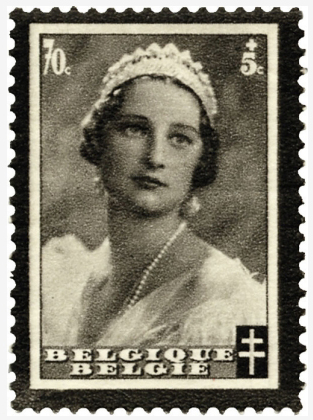
Траурная почтовая марка Бельгии, 1935(Sc #B174)

Астрид погибла мгновенно, Леопольд отделался царапинами. По некоторым данным, двадцатидевятилетняя королева была беременна четвёртым ребёнком.
3 сентября 1935 года состоялись похороны королевы Астрид.
Её отец, принц Карл, написал в своих мемуарах: «Астрид не суждена была долгая жизнь; она была слишком хороша для этого порочного мира. Вся её жизнь как супруги, матери и королевы была так же коротка, как наше северное лето».

## Память
- В честь Астрид Шведской назван астероид (1128) Астрид, открытый 10 марта 1929 года бельгийским астрономом Эженом Дельпортом в Королевской обсерватории Бельгии.
- В январе 1934 года норвежская экспедиция Ларса Кристенсена, плывшая на судне «Торсхавн», назвала часть побережья Восточной Антарктиды между 81° и 87,5 ° восточной долготы берегом Леопольда и Астрид, в честь будущих короля и королевы Бельгии.
- В Каннах (Франция) в честь королевы Астрид названа улица Avenue de la Reine Astrid.

## Дети
- Жозефина Шарлотта (1927—2005) — с 1953 года супруга великого герцога Люксембургского Жана, мать ныне правящего великого герцога Люксембурга Анри.
- Бодуэн (1930—1993) — в 1960 году женился на Фабиоле де Мора и Арагон.
- Альберт II (род. 1934) — в 1959 году женился на Паоле Руффо ди Калабриа.

## Родственные связи
Королева Астрид была:
- внучкой двух королей;
- племянницей трёх королей (Густава V, короля Швеции, Кристиана X, короля Дании и Хокона VII, короля Норвегии);
- троюродной сестрой по материнской линии цесаревича Алексея Николаевича и королей Великобритании Эдуарда VIII и Георга VI;
- тёткой правящего короля Норвегии Харальда V;
- матерью двух правящих монархов Бельгии Бодуэна I и Альберта II;
- бабкой правящего великого герцога Люксембурга Анри.
- По отцовской линии Астрид была потомком императрицы Жозефины (её прапраправнучкой).
- Приходилась одновременно правнучкой по отцовской линии и праправнучкой по материнской королю Швеции Оскару I